# 1996 у відеоіграх

## Події
1. 16—18 травня — відбулася друга виставка E³.
2. 8 серпня — Джон Ромеро залишає студію id Software і разом з Томом Холлом створює власну компанію Ion Storm.
3. 15 серпня — Гумпей Йокоі звільняється з Nintendo і 11 вересня створює свою власну компанію Koto.
4. Інститут DigiPen Institute of Technology отримує акредитацію, що робить його першим навчальним закладом у світі, що готує спеціалістів по роботі у сфері відеоігор.

### Релізи
| Платформи відеоігор |
| ------------------- |

| Дата виходу  | Назва                             | Платформа     | Розробник/Видавець                        | Примітки                                                                                |
| ------------ | --------------------------------- | ------------- | ----------------------------------------- | --------------------------------------------------------------------------------------- |
| 29 січня     | Duke Nukem 3D                     | ПК            | 3D Realms/GT Interactive                  | Популярний шутер від першої особи. Перша тривимірна гра з серії Duke Nukem.             |
| 31 січня     | Mega Man X3                       | SNES          | Capcom                                    | Третя частина франшизи Mega Man.                                                        |
| 27 лютого    | Pokémon Red and Green             | GB            | Nintendo                                  | Перша гра популярної серії ігор про покемонів.                                          |
| 29 лютого    | Civilization II                   | ПК            | MicroProse                                | Продовження Civilization.                                                               |
| 29 лютого    | Zork: Nemesis                     | ПК            | Activision                                | 11 гра в серії Zork.                                                                    |
| 9 березня    | Super Mario RPG                   | SNES          | Nintendo                                  | Перша гра в серії Mario RPG.                                                            |
| 22 березня   | Resident Evil                     | PS1           | Capcom                                    | Перша гра жанру «survival horror» та перша гра серії Resident Evil                      |
| 24 травня    | Metal Slug                        | Neo-Geo       | SNK                                       | Перша гра в серії популярних аркад Metal Slug                                           |
| 31 травня    | Final Doom                        | DOS           | id Software                               | Останній випуск гри з оригінальної серії Doom. Містить два великих оригінальних сюжети. |
| 22 червня    | Quake                             | MS-DOS        | id Software                               | Перша гра Quake.                                                                        |
| 23 червня    | Super Mario 64                    | N64           | Nintendo                                  | Перша тривимірна гра серії Mario                                                        |
| 24 червня    | FIFA 97                           | N64           | Win, PS1, SNES, Sat                       | Четверта гра в серії FIFA                                                               |
| 5 липня      | NiGHTS into Dreams...             | Sat           | Sega                                      | Рекламна кампанія для відродження Sega Saturn.                                          |
| 19 липня     | Star Ocean                        | SNES          | Tri-Ace/Enix                              | Перша гра серії Star Ocean.                                                             |
| 31 липня     | Phantasmagoria: A Puzzle of Flesh | ПК            | Sierra On-Line                            |                                                                                         |
| 15 серпня    | Bugs Bunny in Double Trouble      | PS1           | Genesis, Game Gear                        |                                                                                         |
| 25 серпня    | Tekken 2                          | PS1           | Namco                                     | Друга частина серії файтингів Tekken.                                                   |
| 31 серпня    | The Elder Scrolls II: Daggerfall  | ПК            | Bethesda Softworks                        | Продовження гри The Elder Scrolls: Arena.                                               |
| 31 серпня    | Crash Bandicoot                   | PS1           | Naughty Dog/Universal/Sony                | Персонаж Креш Бандикут став талісманом для цієї гральної приставки.                     |
| 31 серпня    | Die Hard Trilogy                  | Win, PS1, Sat | Probe Entertainment/Fox Interactive       | 3 оригінальні гри на 1 диску, які засновані на однойменному фільмі.                     |
| 24 вересня   | Star Control 3                    | DOS           | Accolade                                  | Третя частина з серії Star Control                                                      |
| 27 вересня   | Wave Race 64                      | Nintendo 64   | Nintendo                                  |                                                                                         |
| 27 вересня   | Meridian 59                       | Win           | 3DO                                       | Одна з перших MMORPG.                                                                   |
| 30 вересня   | Wipeout XL/2097                   | PS1           | Psygnosis                                 | Футуристична гра про гонки.                                                             |
| 1 жовтня     | Heroes of Might and Magic II      | ПК            | New World Computing/The 3DO Company       | Друга гра серії Heroes of Might and Magic                                               |
| 31 жовтня    | SimCopter                         | Win           | Maxis                                     | Перша гра серії Sim, виконана в 3D-графіці                                              |
| 31 жовтня    | King's Field III                  | PS1           | FromSoftware                              | Третя гра серії King's Field                                                            |
| 31 жовтня    | Twisted Metal 2                   | PS1           | SingleTrac                                | Друга гра у серії Twisted Metal                                                         |
| 31 жовтня    | Command & Conquer: Red Alert      | DOS           | Westwood Studios                          | Одна з найпопулярніших ігор цієї серії.                                                 |
| 31 жовтня    | Master of Orion II                | DOS           | Simtex/MicroProse                         | Продовження Master of Orion.                                                            |
| 31 жовтня    | The Neverhood                     | ПК            | The Neverhood Inc./DreamWorks Interactive | Гра повністю зроблена в пластиліновій анімації.                                         |
| 31 жовтня    | Bubsy 3D                          | PS1           | 3DEidetic/Accolade                        | Вважається найгіршою грою всіх часів.                                                   |
| 31 жовтня    | Hunter Hunted                     | ПК            | Dynamix/Sierra Entertainment              | Side-scrolling платформер про протистояння людини і мінотавра.                          |
| 1 листопада  | Blood Omen: Legacy of Kain        | Win, PS1      | Crystal Dynamics                          | Перша гра серії Legacy of Kain.                                                         |
| 15 листопада | Tomb Raider                       | ПК, PS1, Sat  | Core Design/Eidos                         | Перша гра серії Tomb Raider.                                                            |
| 22 листопада | Donkey Kong Country 3             | SNES          | Rare/Nintendo                             | Третя гра з серії Donkey Kong Country.                                                  |
| 26 листопада | Area 51                           | ПК, PS1, Sat  | Mesa Logic/Atari Games                    | Класичний аркадний шутер.                                                               |
| 29 листопада | Contra: Legacy of War             | PS1, Sat      | Konami                                    | Перша гра в серії Contra з тривимірною графікою                                         |
| 30 листопада | Diablo                            | ПК            | Blizzard Entertainment                    | Перша гра популярної серії.                                                             |
| 13 грудня    | The Sacred Mirror of Kofun        | ПК            | Enteractive/Future Concepts               | Перша гра, в якій використовуються справжні підводні кадри.                             |
| 17 грудня    | Mega Man 8                        | PS1           | Capcom                                    | Перша гра з серії Mega Man, яка вийшла на PlayStation.                                  |

### Апаратне забезпечення (Hardware)

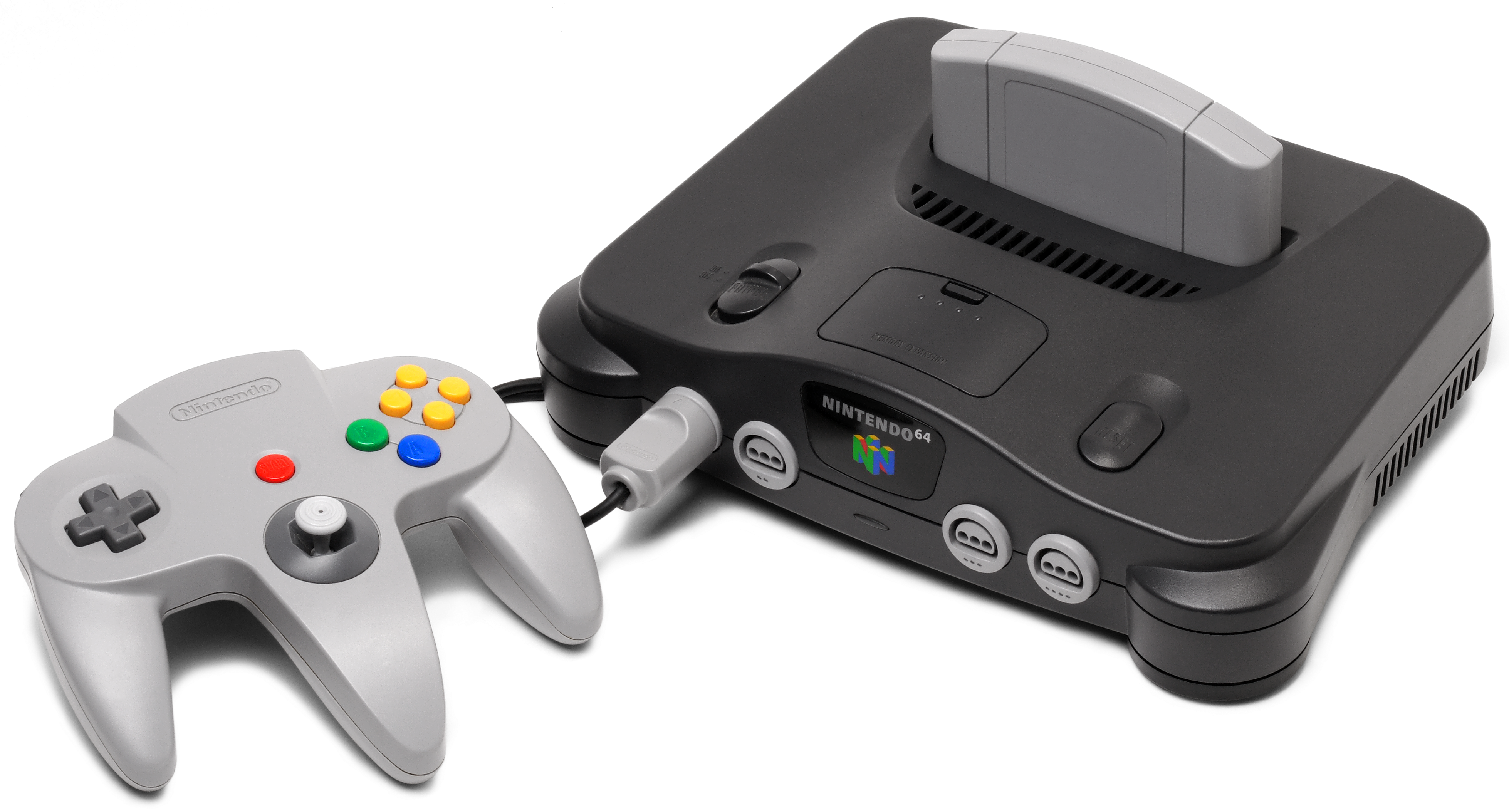
Nintendo 64

- Випуск першої моделі тамагочі компанії Bandai.
- Nintendo:
  - 64-бітная консоль Nintendo 64,
  - Game Boy Pocket — компактніша версія портативної гральної системи Game Boy.
- Модем NetLink для ігрової приставки Sega Saturn.
- З'являється перший емулятор гральної консолі для PC.

## Бізнес
- Лютий — Blizzard Entertainment викупає групу розробників Condor і перейменовує її в Blizzard North.
- 13 лютого — Atari анонсує злиття з корпорацією JTS Corp.
- Квітень — компанія Centregold, а разом з нею і Core Design, входять до складу Eidos Interactive.
- Червень — Джефф Бріґс, Сід Мейер и Брайан Рейнольдс засновують компанію Firaxis Games.
- Липень — GT Interactive купує Humongous Entertainment.
- 13 листопада — Том Кленсі і корпорація Virtus організують студію Red Storm Entertainment, що стала відомою завдяки серіям Rainbow Six (серія ігор) і Ghost Recon.
- Ocean Software Ltd. входить до складу Infogrames Entertainment SA.
- Atari Games переходить у власність Midway Games (підрозділ WMS Industries).
- Корпорація Technos Japan Corporation, творець серій Nekketsu Kouha Kunio Kun (серія ігор) і Double Dragon (серія ігор), залишає бізнес (її активи купує Atlus Corporation)
- Засновування Black Isle Studios — підрозділу компанії Interplay.
- The 3DO Company купує New World Computing.
- У Південній Кореї засновується Game Park Inc.
- Створена компанія Overworks, Ltd.
- Створена компанія Zed Two Limited.